# Tarjeta XD-Picture

## Compatibilidad
Este tipo de tarjetas son compatibles con Olympus y Fujifilm, pero puede ser utilizada por otros dispositivos con los adecuados adaptadores provistos por el fabricante, que posibilitan y adaptan su uso como dispositivo USB o que pueda ser conectado a una computadora portátil mediante un adaptador de tarjeta PCMCIA.